# Bergen (Saksonia)
Bergen – gmina w Niemczech, w kraju związkowym Saksonia, w okręgu administracyjnym Chemnitz, w powiecie Vogtland, wchodzi w skład związku gmin Jägerswald.